# Bathyopsis
Bathyopsis — рід вимерлих ссавців ряду диноцерат (Dinocerata). Тварина існувала в ранньому еоцені в Північній Америці. Скам'янілості виявлені у штатах Колорадо і Вайомінг у США.

## Опис
Ця тварина мала видовжене і важке тіло, яке підтримувалося відносно короткими колонновидними ногами. Череп довжиною 35-50 сантиметрів був вдавлений і витягнутий, з досить довгою заочноямковою ділянкою. Було два дуже коротких і парних роги, відразу за ніздрями. Батиопсис також мав пару подовжених верхніх іклів у формі бивня, які були захищені кістковими піхвами, коли рот був закритий. На відміну від інших пізніших форм диноцератів, батиопсис не досягав гігантських розмірів; довжина мала бути близько 2,5 метрів, а заввишки сягав до 90 см.

## Види
Bathyopsis вперше був описаний Едвардом Дрінкером Копом у 1881 році; типовий вид — Bathyopsis fissidens. Інший вид — B. middleswarti, описаний Вілером у 1961 році та вважається відмінним від попереднього на основі деяких характеристик (більший розмір, краще розвинені роги). Однак припускається, що відмінності можуть відображати статевий диморфізм (Schoch and Lucas, 1985).